# Austis
Austis ist ein Ort in der Provinz Nuoro in der italienischen Region Sardinien mit 741 Einwohnern (Stand 31. Dezember 2023).
Austis liegt 56 km südwestlich von Nuoro.
Die Nachbargemeinden sind: Neoneli (OR), Nughedu Santa Vittoria (OR), Olzai, Ortueri, Sorgono, Teti und Tiana.